# عیون الجواء
عیون الجواء (به عربی: عیون الجواء) یک سکونتگاه مسکونی در عربستان سعودی است که در استان قصیم واقع شده‌است.

## خصوصیات
عیون الجواء ۱۲۰ کیلومترمربع مساحت و ۲۶٬۵۴۴ نفر جمعیت دارد.